# Букин, Андрей Анатольевич
Андре́й Анато́льевич Бу́кин (род. 10 июня 1957, Москва) — советский фигурист (спортивные танцы на льду). В паре с Натальей Бестемьяновой — олимпийский чемпион 1988 года, четырёхкратный чемпион мира и пятикратный чемпион Европы, трёхкратный чемпион Советского Союза. Заслуженный мастер спорта СССР (1984).

## Биография
Начал заниматься фигурным катанием в 7 лет в ЦСКА, с 10 лет перешёл в танцы на льду, где сначала тренировался под руководством Анатолия Ивановича Петухова, с 1969 года Андрей начал кататься с Ольгой Абанкиной в группе Надежды Степановны Широковой. С 1977 года перешёл в группу Татьяны Анатольевны Тарасовой, которая поставила его в пару к Наталье Бестемьяновой.
Выступал в паре с Натальей Бестемьяновой за Москву. Тренировался у Татьяны Тарасовой.
Выпускник Московского института физкультуры.
C 1989 года работает в Театре ледовых миниатюр.

### Личная жизнь
Родители: Александра Дмитриевна и Анатолий Павлович, есть старший брат. Дважды женат: первая жена — Ольга Абанкина (в прошлом тоже фигуристка), от которой у него сын Андрей (род. 1983); вторая жена — Елена Васюкова, от которой у него сын Иван (род. 1993). Иван занимается фигурным катанием и, представляя Россию на международных соревнованиях в танцах на льду на юниорском уровне, стал победителем юниорского чемпионата мира в сезоне 2012/2013. На взрослом уровне завоевал три бронзовые и одну серебряную медали чемпионата Европы.

## Спортивные достижения
(с Н. Бестемьяновой)
| Соревнования                     | 1977-78 | 1978-79 | 1979-80 | 1980-81 | 1981-82 | 1982-83 | 1983-84 | 1984-85 | 1985-86 | 1986-87 | 1987-88 |
| -------------------------------- | ------- | ------- | ------- | ------- | ------- | ------- | ------- | ------- | ------- | ------- | ------- |
| Зимние Олимпиады                 |         |         | 8       |         |         |         | 2       |         |         |         | 1       |
| Чемпионаты мира                  |         | 10      |         | 3       | 2       | 2       | 2       | 1       | 1       | 1       | 1       |
| Чемпионаты Европы                |         |         | 6       | 4       | 2       | 1       | 2       | 1       | 1       | 1       | 1       |
| Чемпионаты СССР                  | 3       | 4       | 2       | 3       | 1       | 1       |         | 2       |         | 1       |         |
| Skate America                    |         |         | 2       |         |         |         |         |         |         |         |         |
| NHK Trophy                       |         |         |         |         |         |         |         |         |         | 1       | 1       |
| Приз газеты «Московские новости» |         | 4       | 2       | 3       | 1       | 1       | 1       | 2       | 1       |         |         |

Чемпион мира среди профессионалов — 1991, серебряный призёр — 1989.

## Награды
Обладатель приза Жака Фавара «За выдающийся вклад в мировое фигурное катание» (1993). Награждён орденами Дружбы народов и Трудового Красного Знамени.
В апреле 2019 года Наталья Бестемьянова и Андрей Букин введены в Зал славы мирового фигурного катания (The World Figure Skating Hall of Fame).

## Книги
Наталья Бестемьянова, Игорь Бобрин, Андрей Букин. «Пара, в которой трое». — Москва: Вагриус 2001. — ISBN 5-264-00650-4
Бестемьянова Н., Бобрин И., Букин А. Танго нашей жизни: Пара, в которой трое. — М.: Время, 2018 — ISBN 978-5-9691-1